# Luke Edwards
Lucas Daniel "Luke" Edwards, född 24 mars 1980 i Nevada City, USA, är en amerikansk skådespelare. Han har varit med i över ett dussin filmer och serier under sin karriär där The Wizard är en av de största filmerna med Fred Savage och Jenny Lewis. 

## Biografi
Luke Edwards började ta teaterlektioner för skojs skull då hans mor föreslog det. Han fick sin första tv roll 1988 i ABC:s "Afterschool Special Episode". Han har fått fyra nomineringar under sin över 20-åriga karriär inom film/Tv. 
Han har bland annat haft roller i filmer som The Wizard, Guilty by Suspicion, Jeepers Creepers 2, Newsies, Mother's Boys och Little Big League. Han har också varit med och gjort en kort scen i American Pie under Stiflers fest. 2009 var han med i inspelningen av kortfilmen Little Odessa. Han har gästskådespelat i serier som Roseanne, 21 Jump Street, Parker Lewis Can't Lose, Not of This World, Davis Rules, Human Target, Strange World, Undressed, Night Visions, Brottskod: Försvunnen, Close to Home och Privileged. 

## Filmografi (urval)
- 1989 – I Know My First Name Is Steven, Steven Stayner (7 år)
- 1989 – The Wizard, Jimmy Woods
- 1991 – Guilty by Suspicion
- 1992 – Newsies, Les Jacobs
- 1994 – Mother's Boys, Kes Madigan
- 1994 – Little Big League, Billy Heywood
- 1994 – The Yarn Princess, Daniel Thomas
- 2001 – American Pie 2, "College Guy" med Adam Brody
- 2003 – Jeepers Creepers 2, Jack Taggart, Jr.
- 2009 – Turn Me On, Dead Man